# Корчак, Андрей Владимирович
Андре́й Влади́мирович Корча́к (р.1954) — ректор Московского государственного горного университета (сегодня – Горный институт НИТУ «МИСиС») с 2007 по 2012 год, Председатель Учёного Совета, профессор кафедры «Строительство подземных сооружений и шахт», доктор технических наук, лауреат премии Правительства РФ в области образования, почётный строитель России, почётный работник высшего профессионального образования Российской Федерации, действительный член Международной академии наук Высшей школы, Академии горных наук, горных наук член-корреспондент Российской инженерной академии, член Тоннельной ассоциации России.
Полный кавалер ордена «Шахтёрская слава», удостоен золотого знака «Горняк России» и ордена Дружбы республики Вьетнам